# 弗西讷
弗西讷（法語：Feusines，法語發音：[føzin]）是法国安德尔省的一个市镇，属于拉沙特尔区。

## 地理
弗西讷（46°31'21"N, 2°6'7"E）面积12.49 平方千米，位于法国中央-卢瓦尔河谷大区安德尔省，该省份为法国中部省份，北起卢瓦-谢尔省，西北接安德尔-卢瓦尔省，西南接维埃纳省，南至克勒兹省和上维埃纳省，东临谢尔省。
与弗西讷接壤的市镇（或旧市镇、城区）包括：尚皮耶、拉莫特弗伊、佩拉赛、安德尔河畔圣塞韦尔、于尔西耶。

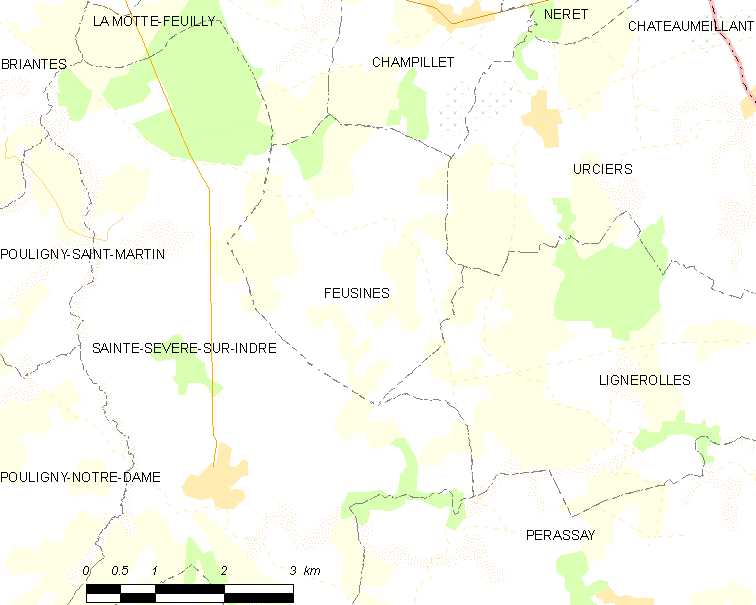
弗西讷的OSM定位图

弗西讷的时区为UTC+01:00、UTC+02:00（夏令时）。

## 行政
弗西讷的邮政编码为36160，INSEE市镇编码为36073。

## 政治
弗西讷所属的省级选区为拉沙特尔县。

## 人口

1962-2008年间弗西讷人口变化图示

弗西讷于2022年1月1日时的人口数量为208人。